# Getapel
Getapel eller vägtorn (Rhamnus cathartica) är en växt i familjen brakvedsväxter, släktet getaplar (Rhamnus).

## Biologi

Tvåsidigt knippe.

Getapeln växer som buske eller lågt träd, och blir uppemot 8 meter högt. Grenspetsarna har långa tornar. Dess blad är fintandade och brett ovala med en antydan till hjärtform  och en typisk vridning av spetsen. Blommorna är gröngula och små, blomställningen är knippen i bladvecken. Frukten är en stenfrukt med tre kärnor, först röd och sedan svart, och den är giftig. Giftet är irriterande på magslemhinnorna och ger rödfärgad urin.

## Utbredning
Arten förekommer från Europa till västra Sibirien, Kirgizistan och Iran. Den växer dessutom i bergstrakter i Algeriet och Marocko. Getapel introducerades i Island. Växten hittas i skogar, på våtmarker och i smala dalgångar. Den föredrar skogens kanter eller öppna ytor. Exemplar kan fortplanta sig efter 9 till 11 år. Fåglar som äter frukter hjälper vid fröspridningen.

## Hot
För beståndet är inga hot kända. Hela populationens anses vara stabil. Getapel är sällsynt i norra Afrika. IUCN listar arten som livskraftig (LC).

## Namn

### Etymologi
Linné gav ursprungligen växten namnet Rhamnus catharticus (maskulinum), som emellertid senare ändrats till Rhamnus cathartica, som är femininum och anses språkligt riktigare benämning. Alla växters vetenskapliga namn anges numera i femininum, även om växten är ett skildkönat hanträd. Catharticus (katarsis) syftar på användning som laxerande medel. Rhamnus var en sorts tornig buske i klassisk grekisk och romersk litteratur.

### Dialektala svenska namn

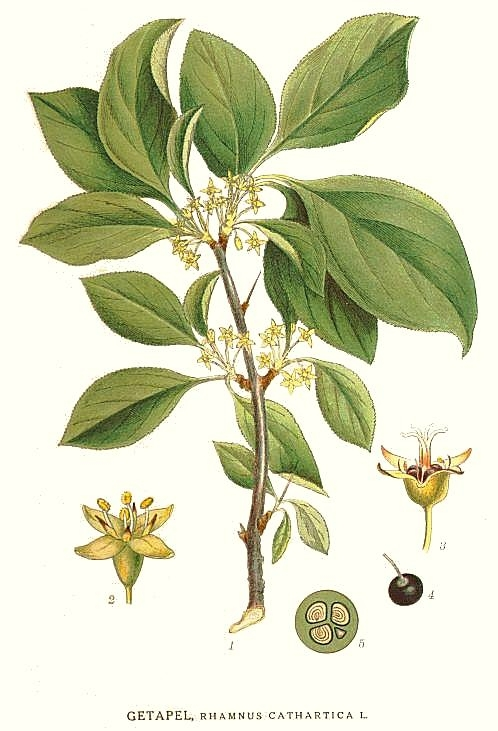
1 Gren med hanblommor
2 Hanblomma, 5× förstoring
3 Honblomma, 5× förstoring
4 Stenbär
5 Stenbär i genomskärning.

| Namn                                               | Trakt                      | Referens |
| -------------------------------------------------- | -------------------------- | -------- |
| Gaitä barkäträ ('getbarkträd')                     | Gotland                    | [ 5 ]    |
| Getappel                                           | Uppland                    |          |
| Getbark                                            | Västergötland              |          |
| Getbärsträ                                         | Blekinge                   |          |
| Kråketorn                                          |                            | [ 6 ]    |
| Kräketorn                                          | Västsverige, Svenskfinland | [ 7 ]    |
| Onemannstrai 'ondemansträd', dvs. 'Djävulens träd' | Skåne                      | [ 5 ]    |
| Orrmabärstre                                       | Gotland                    | [ 5 ]    |
| Söpntorn av fornnordiska svefnþorn                 |                            |          |
| Tornhögg                                           |                            |          |
| Valbark                                            | Bohuslän                   |          |
| Valbjörk                                           | Västergötland, Blekinge    |          |
| Valberk                                            | Östergötland               |          |
| Vigeltorn                                          | Öland                      | [ 5 ]    |
| Virentorn                                          | Skåne                      |          |
| Väretorn                                           | Skåne                      | [ 5 ]    |

### Förklaringar
Namnet Djävulens träd kommer från en gammal fabel om att Djävulen en gång körde med en get mot ett träd så häftigt att geten rände in mellan barken och veden så att getraggen blev sittande kvar.
Om man drar av barken på en getapel blir nämligen barken raggig på insidan. Möjligen är det detta som avspeglas även i det gotländska gaitä barkäträ. Uppenbarligen finns även ett språkligt samband med det nutida rikssvenska namnet getapel.
Orrmabärsträ kommer av att bären liknar ormbär, Paris quadrifolia.
Tornhögg är eventuellt en förvrängning av tornhägg med anledning av att bären liknar häggbär, Prunus padus.
Enligt en legend med anor i nordisk mytologi åstadkommes djup sömn eller ett dvalaliknande tillstånd om man sticker in en kvist getapel i örat. Se vidare sömntörne.
Valbjörk är resultatet av två förvanskningar:
- val torde ursprungligen ha varit dval, av fornsvenska dvalin = domnad, därav dvala.. (Jämför sömntörne.)
- björk har inget med trädet björk (Betula) att göra utan är en förvanskning av bark med syftning på legenden om Djävulen som körde en get under barken på en apel, getapeln.

Öländska vigeltorn kan antas vara en förvanskning av skånska väretorn.
Anknytning till sömn och dvala finns även i det engelska namnet dvalberry, som dock inte avser Rhamnus chatartica, utan kan vara endera av flera växter med narkotiska egenskaper, särskilt belladonna, Atropa belldonna.
Kräketorn anspelar på att förtäring av bären medför kräkning.

### Utbredningskartor
- Norden
- Norra halvklotet